# Bcr-Abl

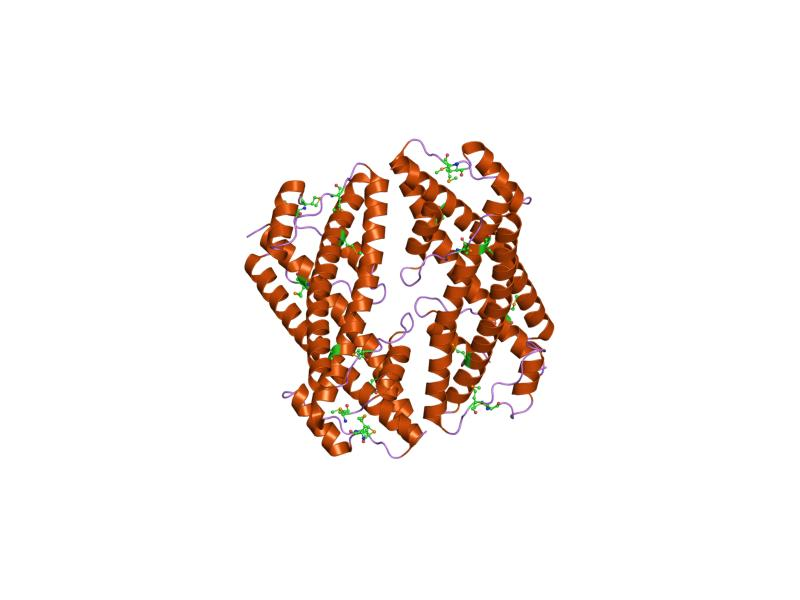
Структура олигомеризационного домена белка BCR-ABL

BCR-ABL — гибридный белок (англ. fusion protein), продукт гибридного гена BCR-ABL1, формирующегося в результате реципрокной транслокации между хромосомами 9 и 22 (филадельфийская хромосома). BCR-ABL является конститутивно активной тирозинкиназой, ответственной за онкогенную трансформацию клеток (онкобелком). Постоянная активность этой тирозинкиназы делает клетку способной делиться без воздействия факторов роста и вызывает её избыточную пролиферацию.
BCR-ABL является ключевым патогенетический фактором развития подавляющего количества случаев хронического миелолейкоза и 20—50 % случаев острого В-лимфобластного лейкоза взрослых.
Белок BCR-ABL существует в трёх формах: p190, p210 и p230, в зависимости от места прерывания BCR-фрагмента.
p190-изоформа может продуцироваться посредством альтернативного сплайсинга из p210-изоформы.
BCR-ABL является мишенью нескольких специально разработанных ингибиторов, которые успешно применяются для лечения хронического миелолейкоза. Первым из этих ингибиторов был иматиниб.